# 敖德薩布爾什維克起義
敖德萨布尔什维克起义（烏克蘭語：Одеське січневе збройне повстання）是1918年发生在敖德萨的一场由布尔什维克领导的工人和水手起义，起义军曾和苏俄的临近势力赤卫队结盟。